# Гамбург-Марієнталь
Марієнталь (нім. Marienthal) — частина району Вандсбек вільного та ганзейського міста Гамбург. Марієнталь межує з Айльбеком на північному заході, Вандсбеком на півночі та Єнфельдом на сході (усі в районі Вандсбек); на півдні межує з Горном, а на південному заході з Гаммом (обидва в районі Гамбург-Центр).